# Лужани (Горњи Вакуф-Ускопље)
Лужани је насељено место у Босни и Херцеговини у општини Горњи Вакуф-Ускопље. Административно припада Федерацији Босне и Херцеговине, односно њеном Средњобосанском кантону. Према попису становништва из 2013. у насељу је било 115 становника, а већинско становништво у насељу били су Бошњаци.

## Становништво
По последњем службеном попису становништва из 2013. године у насељу Лужани живело је 115 становника, а село је било етнички хомогено са већинском бошњачком популацијом.
| Националност | 2013. | 1991.        | 1981.        | 1971.        |
| Бошњаци      | —     | 141 (74,21%) | 147 (61,00%) | 145 (53,90%) |
| Хрвати       | —     | 49 (25,79%)  | 94 (39,00%)  | 122 (45,35%) |
| Срби         | —     | 0            | 0            | 1 (0,37%)    |
| остали       | —     | 0            | 0            | 1 (0,37%)    |
| Укупно       | 115   | 190          | 241          | 269          |